# طواف بلجيكا 2011
طواف بلجيكا 2011 (بالإنجليزية: 2011 Tour of Belgium)‏  هو سباق دراجات هوائية، وهو الموسم رقم 81 من السباق، وأقيم خلال الفترة 25 مايو 2011، وحتى 29 مايو 2011، وهو من نوع سباق المرحلة.
فاز فيه بالمركز الأول فيليب جيلبير، وبالمركز الثاني جريج فان أفرمت، وبالمركز الثالث بيورن لوكيمانز.

## الفائزون
| الترتيب | الفائز         |
| ------- | -------------- |
| الفائز  | فيليب جيلبير   |
| الثاني  | جريج فان أفرمت |
| الثالث  | بيورن لوكيمانز |